# Luc (faanyag)
A luc vagy lucfenyő tűlevelű faanyag, a közönséges lucfenyő (Picea abies) sokoldalúan használható anyaga.

## Az élő fa
Európában hegyvidéki-alhavasi tájakon nő, Magyarországon csak Nyugat-Dunántúlon őshonos. Évi 700 mm évi csapadékmennyiség fölött érzi magát legjobban.
Magassága 40, néha 50 m, kérge világosbarna, később vöröses, pikkelyesen leváló, kb. 1 cm vastag.

## A faanyag
Színes geszt nélküli, könnyű, nagyon puha, fehér vagy sárgás-rózsaszínű anyag. Gyakran csavart növésű. A tavaszi és az őszi pászta között az átmenet fokozatos. A bélsugarak csak a sugárirányú metszeten láthatók keskeny, hosszú tükrökként. Sok a hossz- és haránt irányú gyantajárat.

## Felhasználása
SzárításGyorsan, jól szárítható, kis mértékben vetemedhet, repedhet. Keveset zsugorodik.
MegmunkálásMinden forgácsoló szerszámmal könnyen megmunkálható, jól faragható, a munkát a laza göcsök nehezíthetik.
RögzítésJól szegelhető, csavarozható. Jól ragasztható.
FelületkezelésJól csiszolható. Gyantatartalma közepes, a legtöbb páccal, lakkal kezelhető, csak ritkán igényel gyantamentesítést. Fény hatására lassan sötétsárgára, halványbarnára színeződik. Pácoláskor a rajzolat „negatívban” jelenik meg.
TartósságNem időjárásálló. Kékülésre hajlamos, a rovarok is károsítják. Tartóssága szabadban kb. 55 év, vízben kb. 100 év, állandóan szárazon kb. 900 év.
Sokoldalú faanyag. A külső- és belsőépítészetben, a bútorgyártásban, járműépítésben használják. Hosszú rostjai miatt a cellulózgyártás, papírgyártás legalkalmasabb faanyaga. A húros hangszerek szinte kizárólagos tetőanyaga.